# Šošůvka
Šošůvka je obec v okrese Blansko v Jihomoravském kraji. Žije zde 685 obyvatel.

## Název
Nejstarší písemný doklad (1374) ukazuje podobu Sušovec. To byla zdrobnělina staršího Sušov odvozeného od osobního jména Suš (které se zakládalo na přídavném jménu suchý) a znamenajícího "Sušův majetek". Od 15. století je doložena nová zdrobnělina v ženském rodě Sušůvka. Počáteční Š- vzniklo dálkovou asimilací palatálnosti k š ve druhé slabice. -o- v první slabice je nářeční. Kvůli neprůhlednosti základu bylo jméno vesnice v průběhu staletí všelijak komoleno (Šušnovka, Šišulka, Šešulka, Šošulka, Šušunka).

## Historie
První písemná zmínka o obci pochází z roku 1374, kdy Mikuláš z Petrovic připsal manželce Dorotě ve vsi Šošůvka jeden lán. Další zápis pochází z roku 1437, kdy Vok V. z Holštejna prodal Hynkovi z Valdštejna holštejnské panství, k němuž patřily i tři lány v Šošůvce. Část vsi patrně náležela k otaslavickému panství, protože ji po smrti svého nevlastního bratra Jana Pušky z Kunštátu nejml. zdědila jeho nevlastní sestra Machna z Valdštejna. Ta roku 1463 pohánila Půtu ze Sovince a Doubravice, který v té době vlastnil hrad Holštejn, že jí protiprávně držel vsi Sloup, Šošůvku, Gadišinu, Bohdalůvku, Svatoňůvku, Vaňkouš, Hartmanice a les Bič.
Koncem 15. století měl v Šošůvce majetek Jakub ze Šárova, který ho prodal roku 1491 Ludmile z Kunštátu, jež byla manželkou Vratislava z Pernštejna. Ves se tak stala součástí plumlovského panství. V roce 1587 koupil vesnice Sloup, Šošůvku a pustou ves Bohdalevsko Bernard z Drnovic na Rájci. Od této doby se stala obec součástí rájeckého panství, které vlastnili od roku 1667 Rogendorfové a od roku 1763 Salmové.

## Přírodní poměry
Jižní část obce a katastru leží v chráněné krajinné oblasti Moravský kras. Západně od obce se v podzemí nacházejí Sloupsko-šošůvské jeskyně a z východní a západní strany podzemím vede jeskynní systém Amatérská jeskyně.
Hranice katastru s obcí Sloup tvoří Sloupský potok, jehož hlavní zdrojnicí je potok Luha. [zdroj?]

## Obyvatelstvo
V roce 1846 zde bylo 65 domů a 342 obyvatel. Roku 1900 v obci žilo 703 obyvatel.
| Rok            | 1869 | 1880 | 1890 | 1900 | 1910 | 1921 | 1930 | 1950 | 1961 | 1970 | 1980 | 1991 | 2001 | 2011 | 2021 |
| -------------- | ---- | ---- | ---- | ---- | ---- | ---- | ---- | ---- | ---- | ---- | ---- | ---- | ---- | ---- | ---- |
| Počet obyvatel | 477  | 649  | 713  | 703  | 732  | 728  | 680  | 628  | 682  | 697  | 700  | 694  | 711  | 670  | 651  |
| Počet domů     | 65   | 99   | 106  | 115  | 121  | 121  | 132  | 140  | 148  | 162  | 166  | 204  | 210  | 217  | 229  |

## Obecní správa

### Obecní symboly
Znak a vlajka byly obci uděleny rozhodnutím předsedy Poslanecké sněmovny Parlamentu České republiky dne 27. června 2001.

## Pamětihodnosti
- Kaple svatého Václava a svaté Anežky České vysvěcená v září roku 2002[13]
- Polní kříž (tzv. „bílý“) vytvořený zdejším Bratrstvem živého růžence roku 1905.
- Kříž z roku 1855
- Fragment zvonu ze zvoničky zbořené roku 1943, který nejspíš pocházel z původní sloupské kaple (předchůdce dnešního poutního kostela) z roku 1730.
- Pramen „Na Troubkách“, ze kterého byl veden trativod do dnes již zaniklého hradu Holštejna

## Významní rodáci
- František Mikulášek, římskokatolický kněz jezuitského řádu
- Bohumil Horáček, řeckokatolický kněz jezuitského řádu a misionář pro ruské země, rektor papežské koleje Rusicum, poradce biskupa Františka Tomáška na druhém vatikánském koncilu
- Drahoslav Gric, varhaník
- Josef Pernica, politik, člen KSČ, poslanec Sněmovny národů Federálního shromáždění

## Fotogalerie

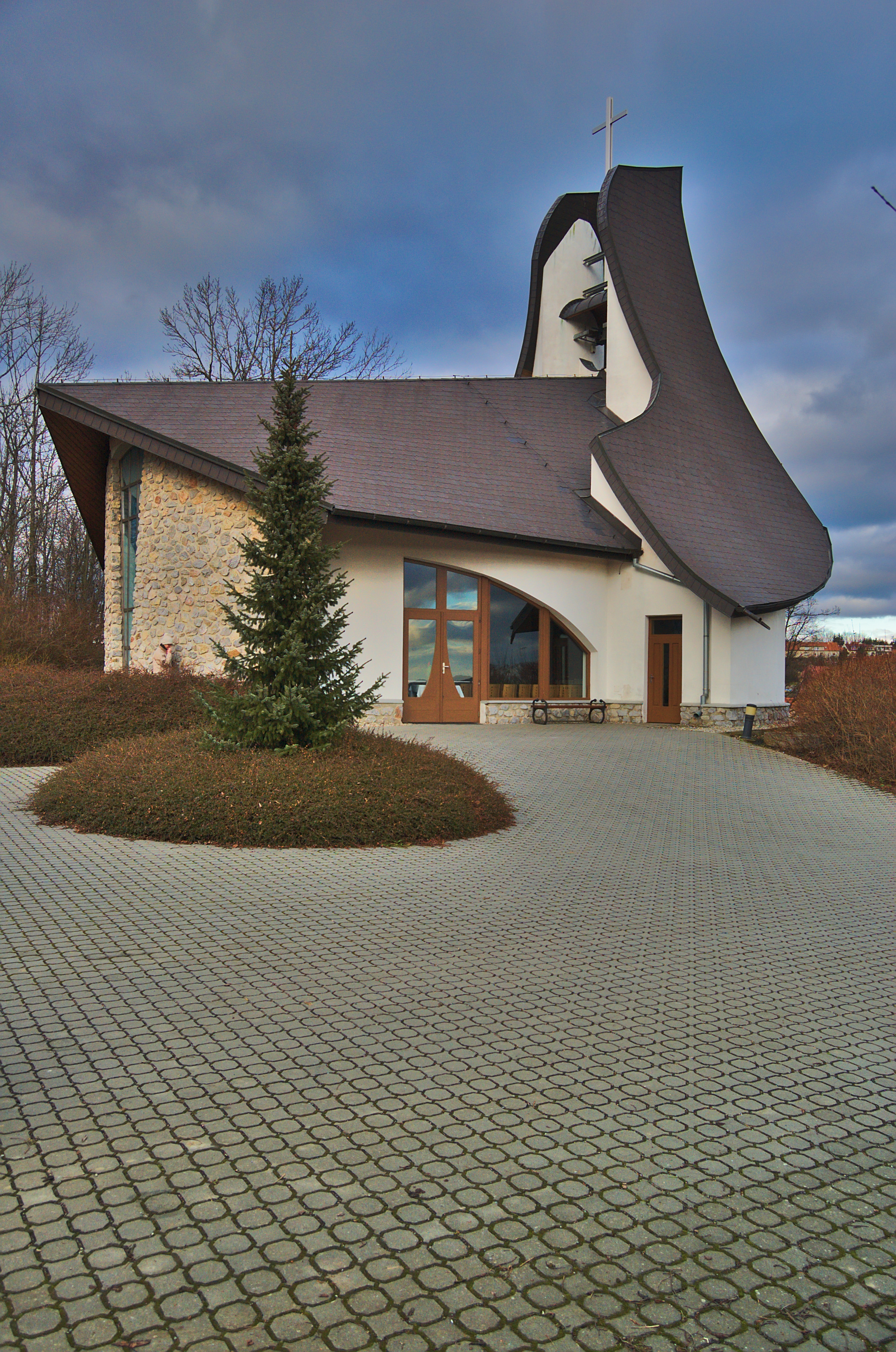
Kaple svatého Václava a Anežky České
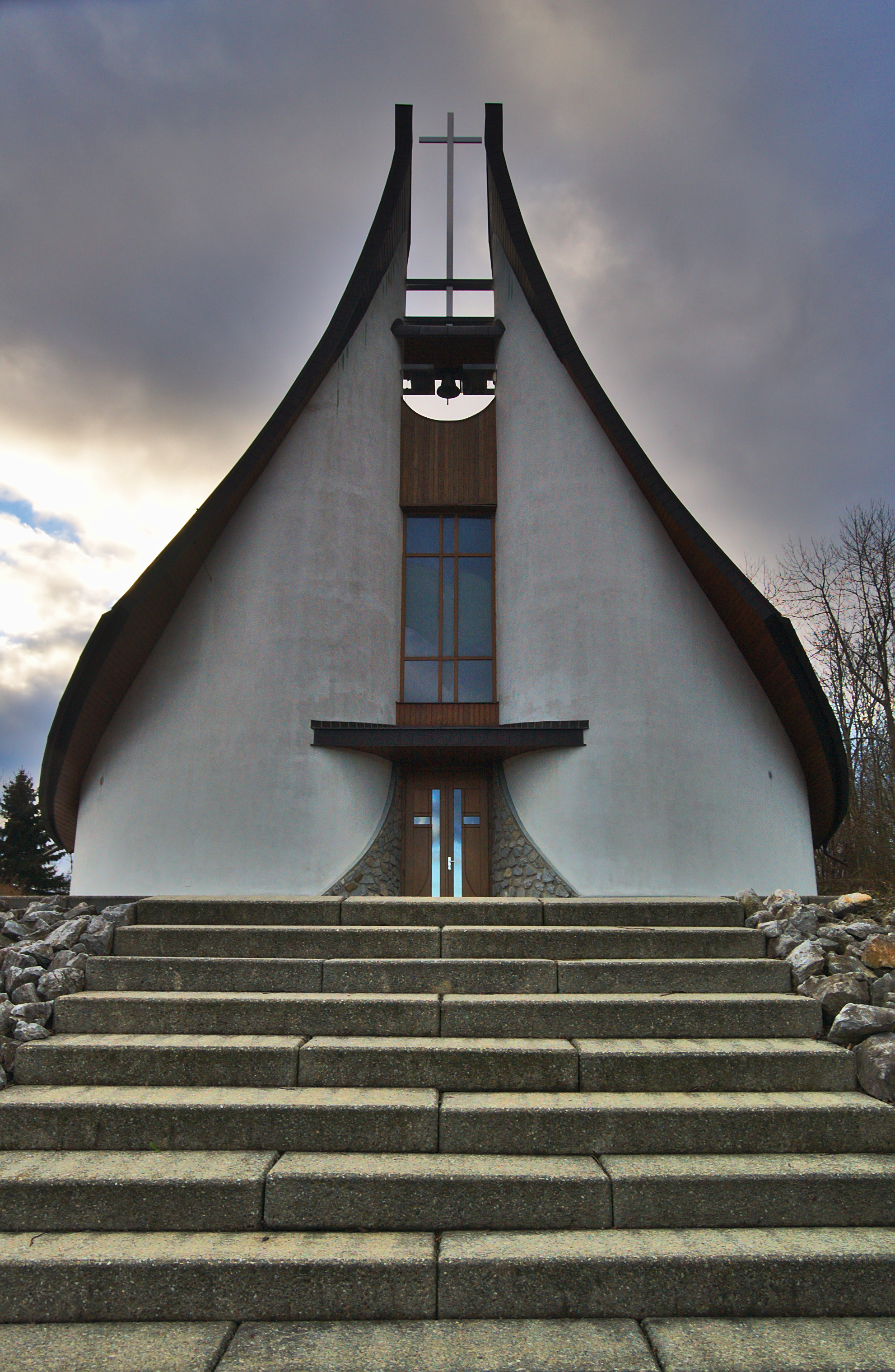
Kaple sv. Václava a sv. Anežky České – čelní podhled
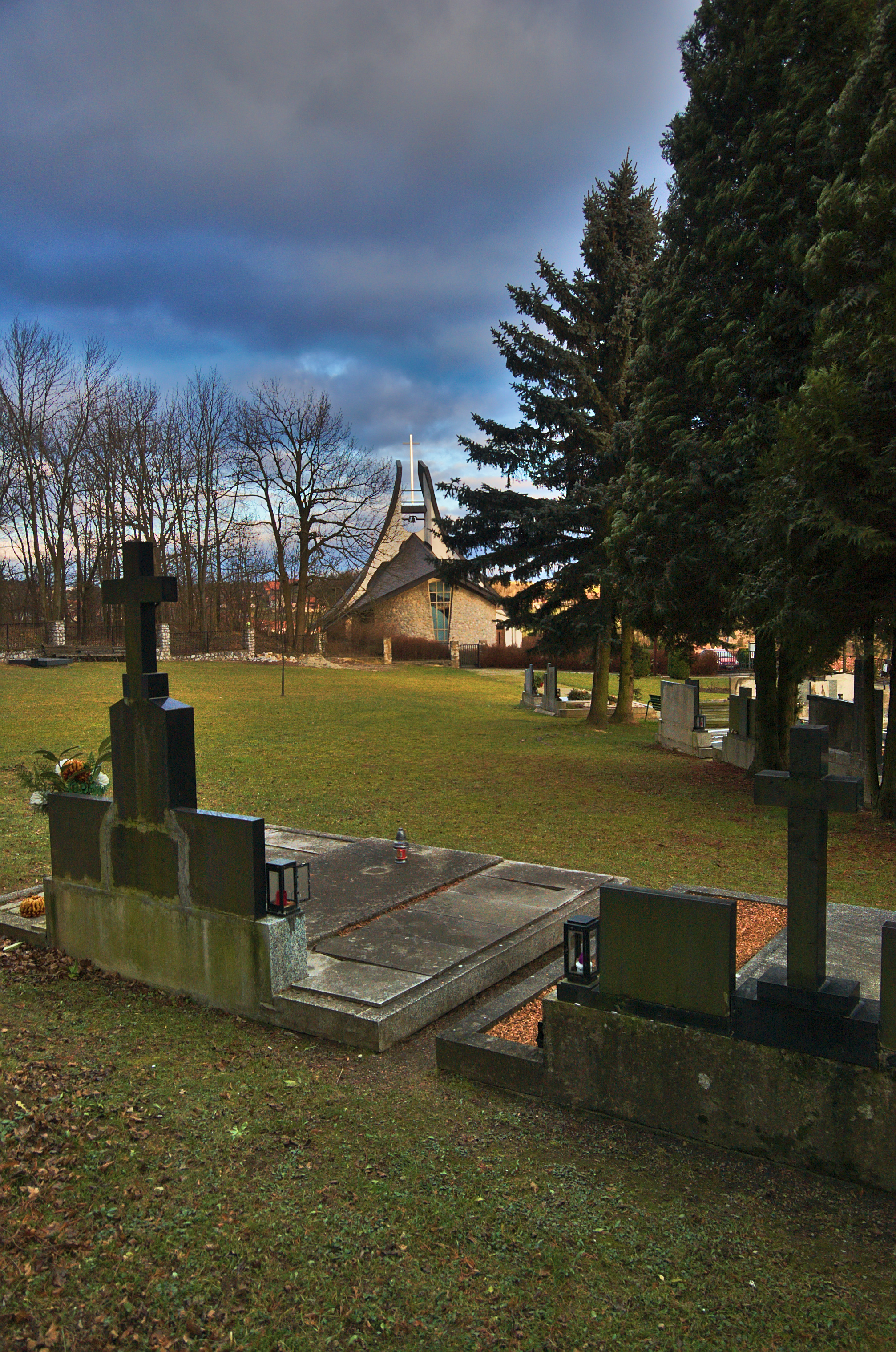
Místní hřbitov
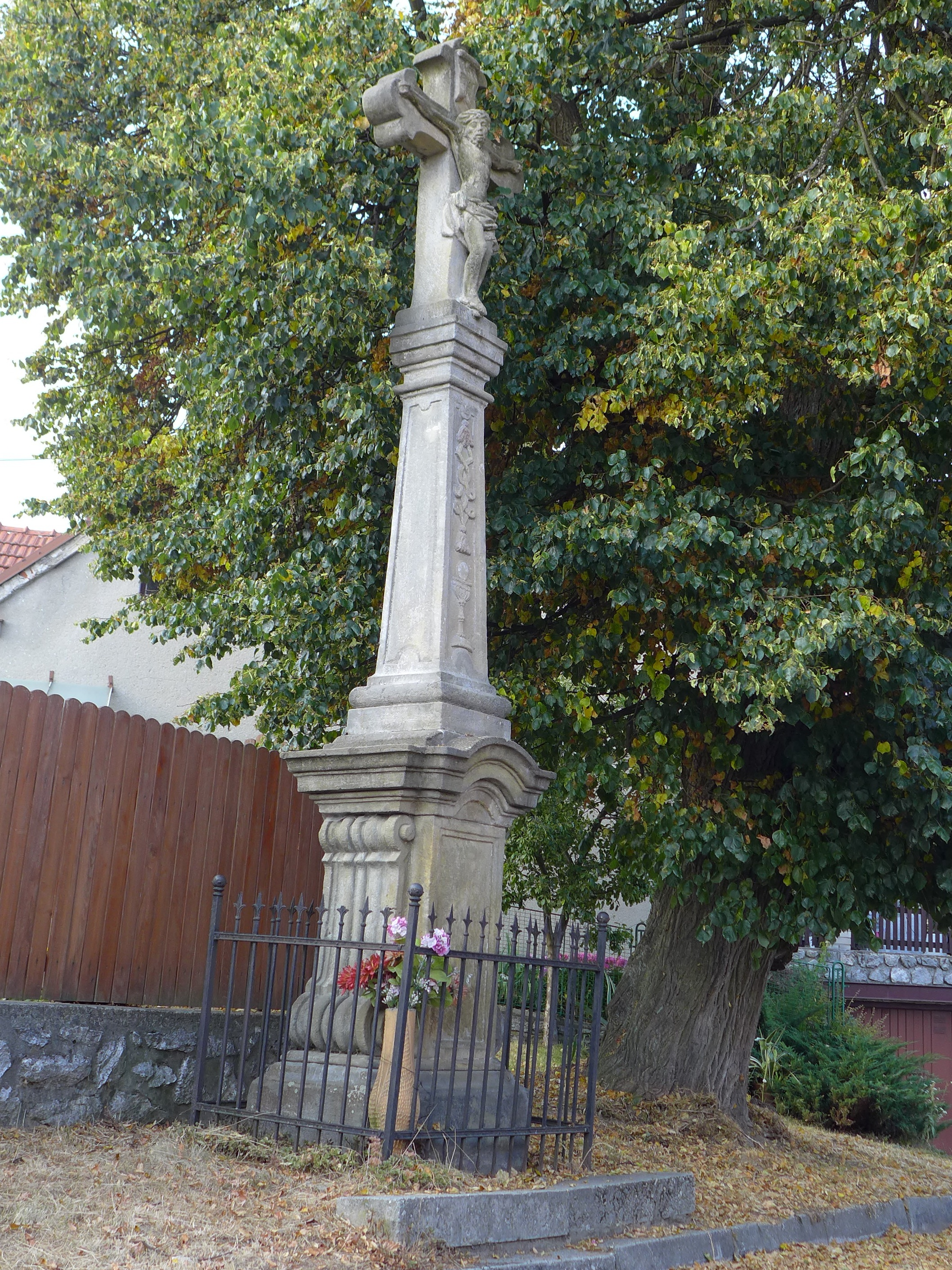
Pískovcový kříž z roku 1887
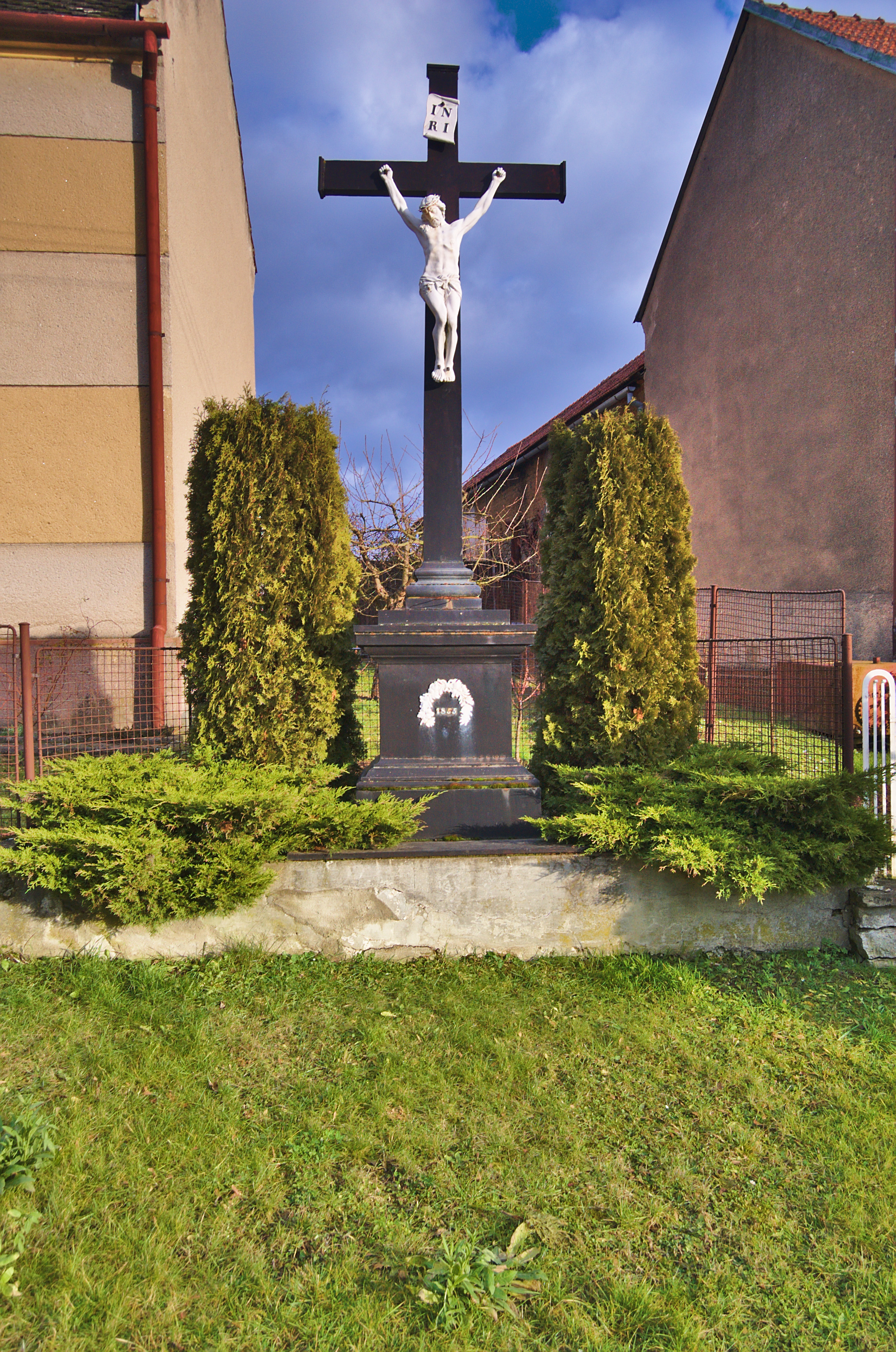
Kříž z roku 1885
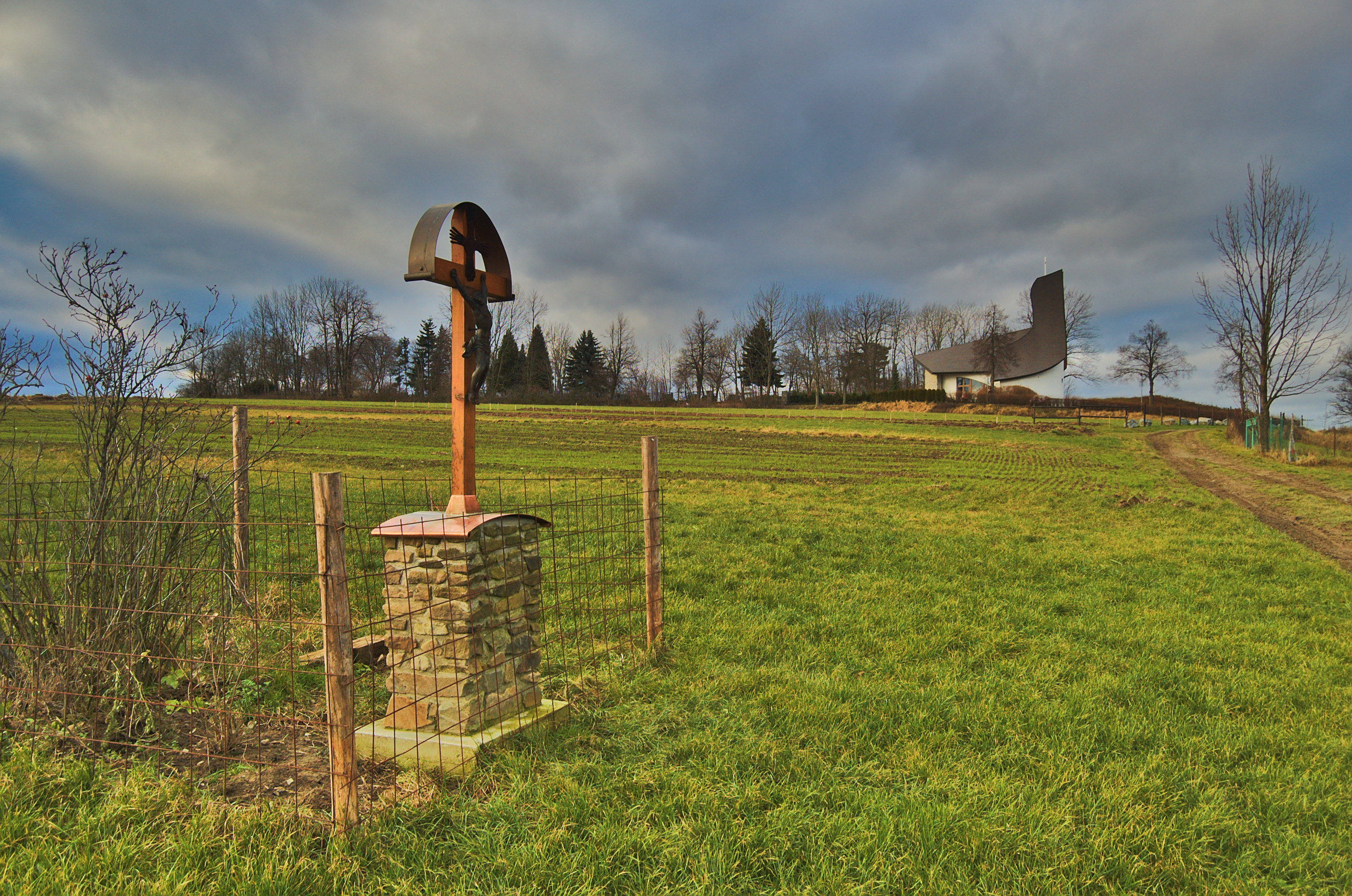
Dřevěný kříž za obcí
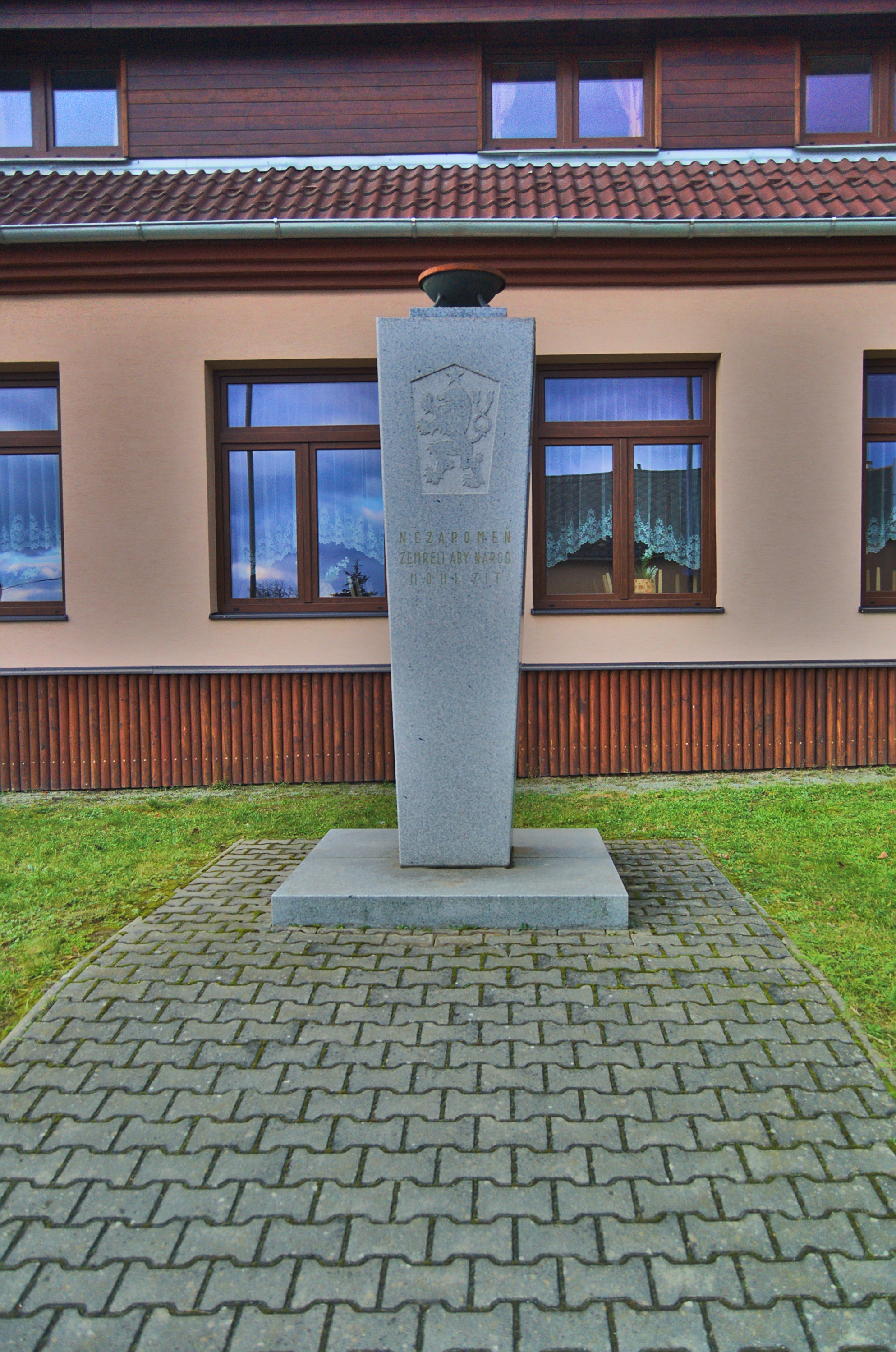
Památník
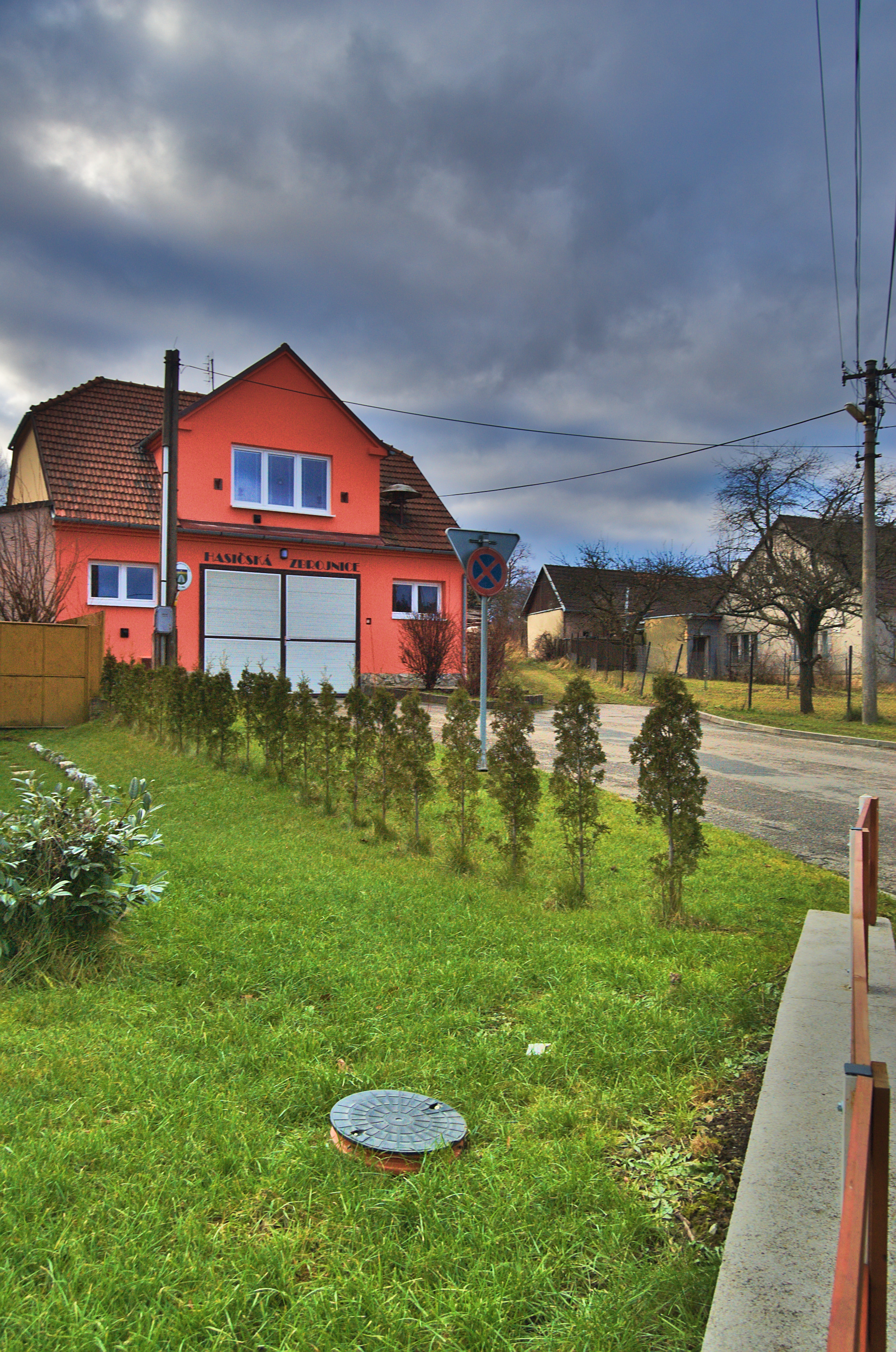
Hasičská zbrojnice
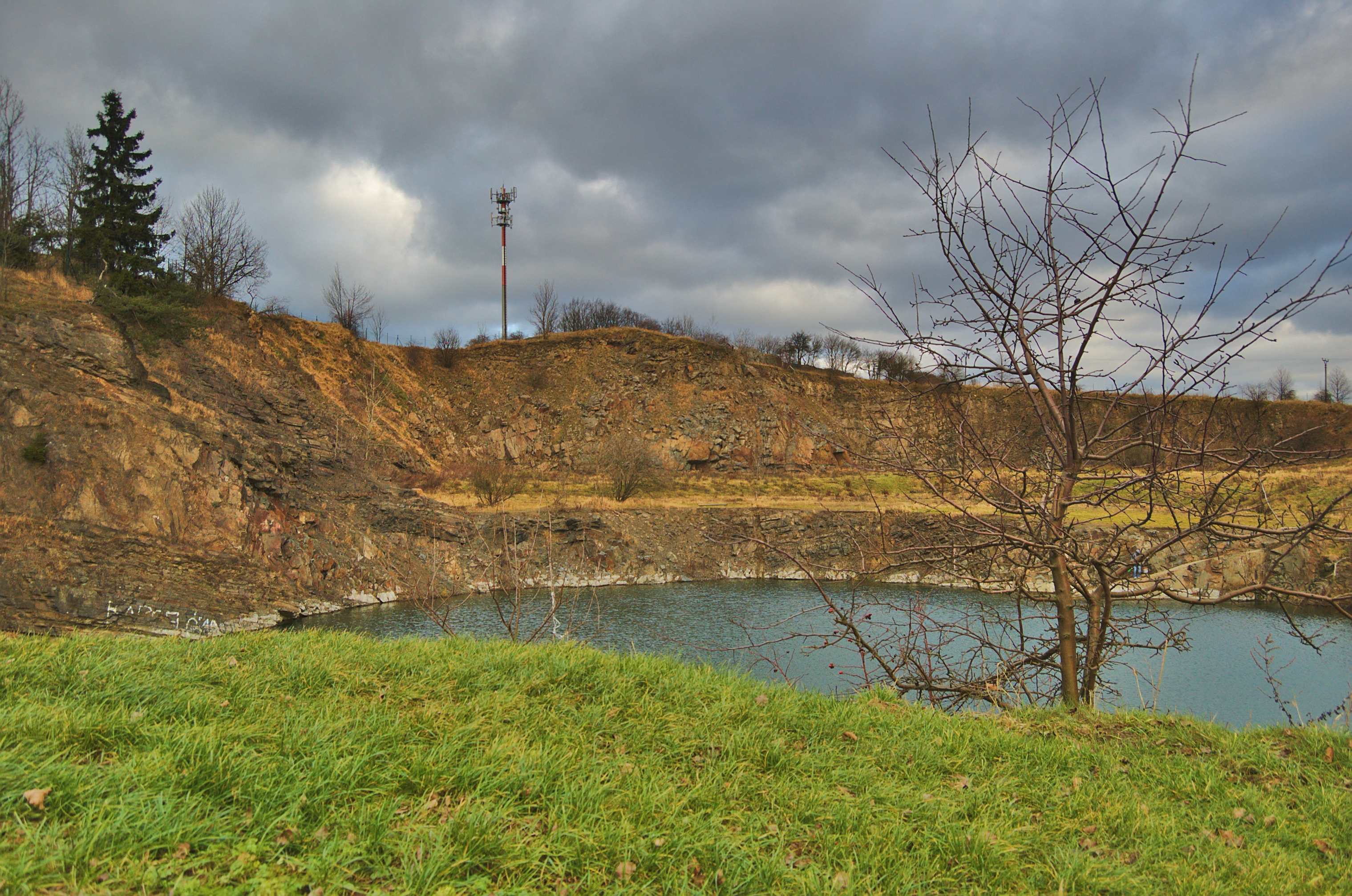
Bývalý, dnes zatopený, lom Helišova skála
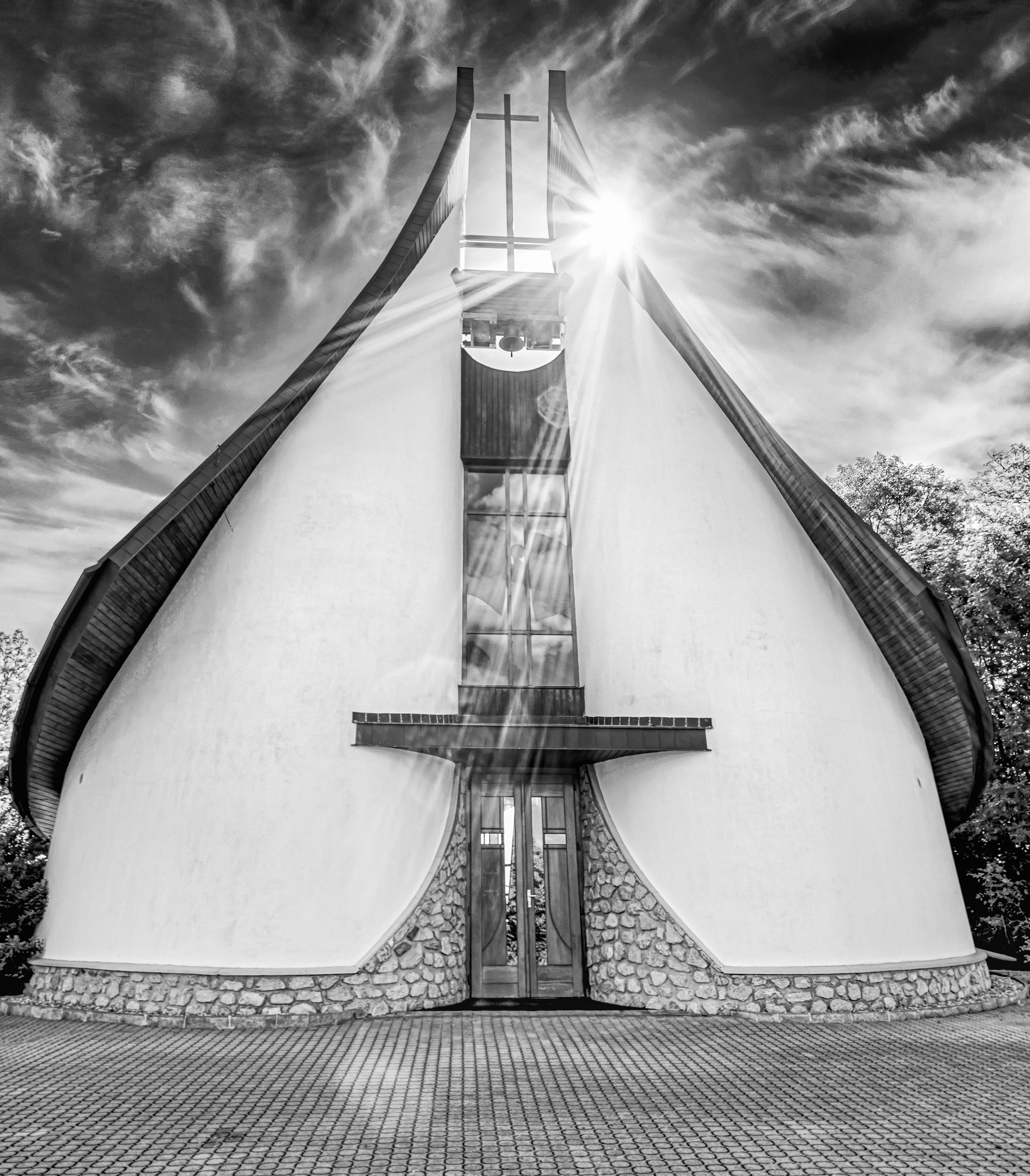
Kaple sv. Václava a sv. Anežky České – čelní pohled